# Pulau Tabawan
Pulau Tabawan ist eine zu Malaysia gehörende Insel in der zur Celebessee offenen Darvel Bay. Die Insel liegt etwa 60 Kilometer östlich von Kunak. Wegen ihrer Perlenfarmen wird sie manchmal auch Pearl Island genannt. Der Name „Tabawan“ entstammt der chinesischen Sprache 大把湾 und bedeutet „so viele Buchten“.
Pulau Tabawan ist die größte Insel einer dicht bewaldeten Gruppe von Inseln im Südwesten der Darvel Bay. Wegen ihres 275 m hohen Gipfels – dem höheren von zwei Gipfeln vulkanischen Ursprungs – ist sie leicht zu erkennen. Zwischen zwei Vorgebirgen im Süden der Insel liegt eine bis zu 36 m tiefe Bucht.

## Nutzung
Die Insel war wegen der hier angesiedelten Perlenfarmen lange Zeit nicht oder nur sehr schwer zugänglich. Erst seit einigen Jahren ist es Sporttauchern erlaubt, die Insel zu besuchen.
Zum Schutz der Insel und der Touristen – Pulau Tabawan ist wegen der Perlenzuchtbetriebe durch Piraten gefährdet – ist auf der Insel eine ständig besetzte Polizeistation und eine Radarstation untergebracht.